# Clifton Adams
Clifton Adams, född 1 december 1919 i Comanche, Oklahoma, död 7 oktober 1971 i San Francisco, Kalifornien, var en amerikansk författare som främst skrev västernromaner men även deckare. Förutom under sitt eget namn skrev han under pseudonymerna Clay Randall, Jonathan Gant, Matt Kinkaid och Matt Kincaid.

## Biografi
Under andra världskriget tjänstgjorde Adams i stridsvagnstrupperna i både Afrika och Europa och utvecklade sin favorithobby som kock, där han försökte förbereda arméransonerna. 
Efter att ha studerat vid University of Oklahoma utsåg detta honom 1965 till Oklahoma Writer of the Year. 
Tragg's choice och The last days of Wolf Garnett erhöll 1969 respektive 1970 Spur Award som årets bästa västernroman.
Clifton Adams skrev mer än 50 böcker och 125 noveller under olika pseudonymer, där Clay Randall användes för böckerna om sheriff Amos Flagg. Flera av Adams böcker har översatts till svenska och utgivits främst av Wennerbergs Förlag. Flera av hans böcker har även filmatiserats.
Adams dog av en hjärtattack i San Francisco den 7 oktober 1971.